# Gerhard Lang (Politiker)
Gerhard Lang (* 18. August 1931 in Rottenburg am Neckar; † 29. März 2024) war ein deutscher Politiker (SPD) und Autor. Von 1980 bis 1996 war er Bürgermeister der Landeshauptstadt Stuttgart.

## Leben
Lang wuchs zunächst in seiner Geburtsstadt Rottenburg auf. Von 1947 bis 1970 lebte er in Rottweil. Sein Vater war Obergefängnisverwalter der Justizvollzugsanstalt Rottweil; seine Mutter war dort als Gefängnisköchin tätig. Lang studierte Rechtswissenschaft in Freiburg im Breisgau, Heidelberg, München und Tübingen. Im Alter von 21 Jahren trat er in die SPD ein. 1962 wurde er zum Doktor der Rechte promoviert. Zunächst war er als Assessor und Rechtsanwalt in Rottweil tätig. Anschließend war er Richter an den Landgerichten in Hechingen und Rottweil. 1966 wurde er parlamentarischer Berater der SPD‐Fraktion im Landtag von Baden-Württemberg. 1970 wechselte er in das Innenministerium Baden‐Württemberg und leitete dort das Referat Kommunalwirtschaft und Kommunalfinanzen.
Von 1980 bis 1993 war Lang Bürgermeister bzw. Beigeordneter für Allgemeine Verwaltung und Sport der Landeshauptstadt Stuttgart. 1992 lehnte er ein Angebot Frieder Birzeles ab, Ministerialdirektor im baden-württembergischen Innenministerium zu werden. Von 1993 bis 1996 war er Erster Bürgermeister und Beigeordneter für Allgemeine Verwaltung der Landeshauptstadt Stuttgart. Er setzte sich bei der Wahl zum Ersten Bürgermeister im Gemeinderat gegen den späteren Oberbürgermeister Wolfgang Schuster durch und trat die Nachfolge Rolf Thieringers an. Wegen einer Herzerkrankung trat Lang im April 1996 vorzeitig in den Ruhestand. Als Erster Bürgermeister folgte ihm Klaus Lang nach. Während Langs Amtszeit erwarb die Stadt Stuttgart durch hochkarätige Sportveranstaltungen, wie die Erstaustragung des DTB-Pokals 1983, die Erstaustragung des Stuttgart German Masters 1985, die Leichtathletik-Europameisterschaften 1986, die Fußball-Europameisterschaft 1988, das Tennis‐Davis‐Cup‐Finale 1989, die Straßenradsport-Weltmeisterschaften 1991 und die Leichtathletik-Weltmeisterschaften 1993, ihren Ruf als Sportstadt. Zudem fällt der Bau der Hanns-Martin-Schleyer-Halle in seine Amtszeit. Zwischen Lang und Oberbürgermeister Manfred Rommel (CDU) bestand stets ein sehr enges Verhältnis.
Lang war leidenschaftlicher Geiger. Er lehnte die Annahme des Bundesverdienstkreuzes mit den Worten „so ein Bundesverdienstkreuz passt einfach nicht zu mir“ ab.

## Ehrenamt
Von 1992 bis 2001 war Lang Vorsitzender des Kreisverbands Stuttgart des Deutschen Rotes Kreuzes. 1994 bis 2002 war er zudem Vizepräsident des DRK-Landesverbands Baden-Württemberg.

## Ehrungen und Auszeichnungen
- Ehrenvorsitzender des DRK-Kreisverbands Stuttgart (2002)[7]
- Bürgermedaille der Stadt Stuttgart (2012)

## Werke
- Kein Engel in der Höllgasse. Silberburg-Verlag, Stuttgart 1992, ISBN 978-3-87407-136-9.
- Die Streiche eines Musikus. Gomaringer-Verlag, Gomaringen 1994, ISBN 978-3-926969-07-1.
- Paragraphen und Programme. Betulius Verlag, Stuttgart 1999, ISBN 978-3-89511-064-1.
- Ein Leben voller Lug und Trug. Edition Fischer, Frankfurt am Main 2012, ISBN 978-3-86455-988-4.